# Omangidiella parvidactyla
Omangidiella parvidactyla is een vlokreeftensoort uit de familie van de Bogidiellidae. De wetenschappelijke naam van de soort is voor het eerst geldig gepubliceerd in 2006 door Iannilli, Holsinger, Ruffo & Vonk.